# میتسوبیشی کی-۴۶
میتسوبیشی کی-۴۶ (به انگلیسی: Mitsubishi Ki-46) یک هواپیمای ساختِ کارخانهٔ میتسوبیشی در کشور ژاپن است. نخستین استفاده‌کنندهٔ این هواپیما نیروی هوایی ارتش امپراتوری ژاپن بوده‌است. این هواپیما برای نخستین بار در ۱۹۳۹ میلادی مورد استفاده قرار گرفت.